# L'heure d'été
L'heure d'été (br:Horas de Verão ; pt:Tempos de Verão) é um filme de 2008 dirigido por Olivier Assayas. 

## Sinopse
Dois irmãos e uma irmã são apresentados às últimas lembranças de sua infância, ao terem que abandonar os pertences da família.